# مجزرة صناعة الوكالة (24 يناير 2024)
مجزرة صناعة الوكالة (24 يناير 2024) أو مجزرة نازحي خان يونس هي مجزرة ارتكبها سلاح جوّ الإحتلال الإسرائيلي يوم الأربعاء الموافق 24 يناير/كانون الثاني 2024. حيثُ استهدفت هذه الغارات كلية تدريب غزة (صناعة الوكالة) وهو مركز تدريب تابع للأونروا يؤوي مئات النازحين غرب خان يونس. هذه المجزرة من ضمن عدة مجازر وقعت خلال الحرب الفلسطينية الإسرائيلية 2023-2024. تسبّبت هذه المجزرة الإسرائيليّة والتي استهدفت مئات النازحين إلى استشهاد أكثر من 14 شهيدًا بالإضافة إلى مئات الإصابات نتيجة اشتعال النيران في خيام النازحين غربي خان يونس.

## خلفية الحدث
مع بدء الحرب الفلسطينية الإسرائيلية 2023-2024، قامت القوات الجوية والمدفعية الإسرائيلية باستهداف مناطق النزوح الفلسطينية بشكل متكرر. تم توجيه الهجمات نحو جميع مرافق ومقرات وكالة الأمم المتحدة لإغاثة وتشغيل اللاجئين الفلسطينيين (الأونروا)، مما أسفر عن قتل عدد كبير من موظفي الوكالة وتدمير المدارس التابعة لها، بالإضافة إلى استهداف مواقع العمل الخاصة بها. وعلى الرغم من أن الأونروا هي وكالة دولية، إلا أن إسرائيل استمرت في استهداف مقراتها ومرافقها والتسبب في وفاة موظفيها، وقامت القوات الإسرائيلية باستهداف مناطق النزوح بشكل مستمر.

## المجزرة
بتاريخ 25 يناير 2023، قام الطيران الإسرائيلي وسلاح المدفعية الإسرائيلي بقصف مكثف لمنطقة «صناعة الوكالة» غربي خان يونس، وهي منطقة قريبة من مجمع ناصر الطبي. واستهدف القصف مناطق النزوح الموجودة في كلية تدريب غزة (صناعة الوكالة) وهو مركز تدريب تابع للأونروا يؤوي مئات النازحين غرب خان يونس. وأظهرت مقاطع فيديو عبر بث حي تصاعد الدخان بفعل القصف "الإسرائيلي" العنيف على خان يونس. وقالت مصادر في وكالة الأمم المتحدة لغوث وتشغيل اللاجئين الفلسطينيين الأونروا بغزة إن هناك عددا كبيرا من الضحايا إثر اشتعال النار في مركز يؤوي 10 آلاف نازح بخان يونس بعد قصفه. والتهمت النيران خيام النازحين في صناعة الوكالة غربي خان يونس بعد محاصرتها من قبل دبابات الاحتلال.